# Gal·lípoli
|  | Per a altres significats, vegeu «Gal·lípoli (desambiguació)». |

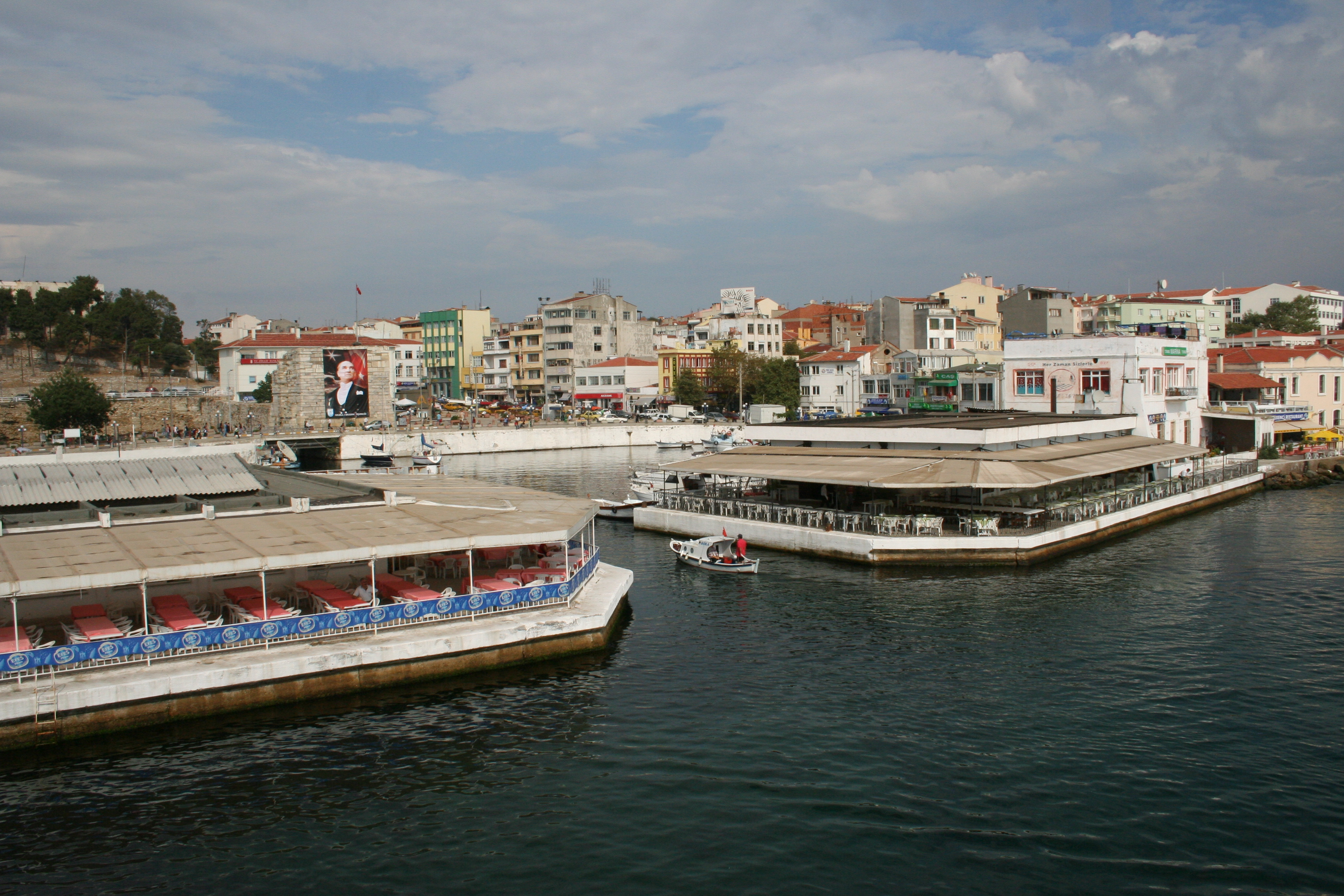
El port de Gal·lípoli

Gal·lípoli, o antigament Gal·lípol (en turc: Gelibolu; en grec: Καλλίπολις Kal·lípolis, literalment 'ciutat bella'), és una ciutat de Turquia localitzada a la península de Gal·lípoli, i forma un districte de la província de Çanakkale. Gal·lípoli és coneguda per les seves sardines i per les seves restes històriques. La població de la ciutat el 1960 era de 12.495 habitants.

## Història
Cal·lípolis era una plaça forta de l'Imperi Romà d'Orient a Tràcia. A partir de l'any 1305 esdevingué la base principal de la Companyia Catalana d'Orient, i d'allí es llançaren les diverses campanyes de devastació contra l'Imperi Romà d'Orient, uns fets coneguts com a «Venjança Catalana», després de l'assassinat del seu cap Roger de Flor. 500 turcs de Karasi es van unir als catalans; el 1309 quan els turcs tornaven a Karasi, a Anatòlia, foren atacats pels romans d'Orient i van haver de romandre a Gal·lípoli durant dos anys. El 1320 era la base preferent de la flota romana d'Orient.
El 1331 fou atacada per Umar Beg d'Aidin que fou rebutjat però va ocupar la fortalesa de Lazgöl (no identificada). El 1352 la fortalesa de Djinbi (grec Tzimpi), al nord de Gal·lípoli, fou ocupada pels otomans com aliats de Joan VI Cantacuzè; això va deixar la ciutat aïllada de Tràcia. Allí van establir després un udj o govern militar, dirigit per Yakub Edje i Ghazi Fadil; quan els romans d'Orient anaven a pagar una quantitat a canvi de l'evacuació dels otomans, un terratrèmol va destruir els murs de la ciutat (3 de març de 1354) que fou immediatament ocupada pels otomans i altres forts veïns dels quals les muralles s'havien sorrat. Sulayman Pasha va venir d'Anatòlia i va reparar els murs i hi va instal·lar a turcs de l'Àsia Menor. Va esdevenir la base per la conquesta de Tràcia i la capital del pasha sandjak de Rumèlia. Els otomans l'anomenaren Gelibolu, adaptació del grec.
Mort Sulayman Pasha el 1357 el va succeir com a governador el príncep Murat (després sultà Murat I). El 23 d'agost de 1363 la ciutat fou atacada pel duc Amadeu VI de Savoia amb un exèrcit croat i la va conquerir entregant-la als romans d'Orient (14 de juny de 1367). Andrònic IV Paleòleg (1376-1379) la va haver de retornar al sultà el 31 d'agost de 1376 i va tornar a ser base de sortida dels otomans cap a Europa. L'exèrcit otomà va avançar cap a Tràcia deixant a Gal·lípoli a Yanidj Beg a la ciutat per defensar la comunicació amb Anatòlia.
El 1388 la flota veneciana es va presentar a Gal·lípoli, però només van fer una demostració sense atacar. El 1399 els venecians van voler fer valdre el dret de navegació pels Estrets i aliats amb Hongria van iniciar operacions. L'almirall Boucicaut va travessar els estrets sense que la flota otomana, que no era gaire potent ho pogués impedir, però la potència de Gal·lípoli fou un element que Venècia va considerar a l'hora d'aportar reforços a Constantinoble, que llavors era atacada per Baiazet I. Aquest va restaurar la ciutadella.
Derrotats el turcs per Tamerlà en la batalla d'Ankara el juliol de 1402, els venecians van intentar ocupar Gal·lípoli però el projecte no es va portar a terme i els vaixells mercants venecians van haver de seguir creuant els estrets protegits per la flota de guerra. Ruy González de Clavijo hi va veure unes grans drassanes i moltes tropes a la ciutadella, i al port hi havia 40 vaixells. Altres viatgers van seguir informant de la potència militar del lloc (i encara Evliya Celebi el 1659).
Venècia va signar un acord amb Musa Celebi que li garantia el lliure transit pels estrets, però derrotat Musa, Mehmet I no el va confirmar. El 1415 una flota otomana va atacar territori venecià a la mar Egea, i la flota veneciana dirigida per Pietro Loredano va marxar cap a Gal·lípoli i va destruir en revenja la flota otomana quan va sortir del port on estava protegida (29 de maig de 1416). Tot i la victòria absoluta els venecians van haver de seguir protegint els seus mercants amb vaixells de guerra per travessar els Estrets. A les negociacions de pau de 1419, Venècia va insistir en el lliure transit.
El 1421 en esclatar la guerra civil entre Murat II i Mustafà, els romans d'Orient esperaven recuperar Gal·lípoli negociant però cap dels dos els va voler cedir la base. A la guerra de 1423-1430 entre Venècia i Turquia per Salònica, els venecians van atacar diverses vegades Gal·lípoli; com que alguns mercants venecians foren capturats l'almirall Silvestro Mocenigo va entrar al port de Gal·lípoli, però fou rebutjat sense poder destruir la flota otomana. Poc després el fortí proper de Lapseki fou destruït per evitar que caigués en mans dels venecians. El 1453 fou ocupada Constantinoble pels turcs però Gal·lípoli va romandre la base de la flota otomana.
El 1463 quan va esclatar una nova guerra amb la República de Venècia, Mehmet II va fer construir dos fortaleses als dos costats de l'estret dels Dardanels, però Gal·lípoli va restar la base naval principal fins al 1515 quan la base del Corn d'Or la va superar. Després va perdre progressivament importància. Fins al 1533 fou capital d'un sandjak del beglerbeglik de Rumèlia. Llavors es va incorporar a la província del Kapudan Pasha i fou capital de l'eyalat de Djazir-i Bhar-i Sefid; el 1600 formaven aquest eyalat les nahiyeler de Geliblou-Evreshe, Lemnos, Tàsos, Malkara-Harala, Abri, Keshan, Ipsala, i Gümüldjina. El 1864 va esdevenir un sandjak (liwa) del wilayat d'Edirne que el 1870 tenia 6 kada (districtes): Gal·lípoli, Sharkoy, Firedjik, Keshan, Malkara i Enoz; més tard fou reduït als tres kada de Keshan, Murefte i Sharkoy. El búlgars van arribar a la vora de la ciutat el 1912. Els grecs la van ocupar entre 1920 i 1922.